# 化学物理学
化学物理学（かがくぶつりがく、英語: chemical physics）は、原子物理学や分子物理学、凝縮系物理学などの手法を利用して物理化学に関する現象を研究する物理学の一分野（物理学の観点から化学過程を研究する物理学の一分野）である。

## 化学物理学と物理化学
化学物理学は、物理化学と同様に物理学と化学の中間領域学問であるが、両者は異なる学問である。具体的には、化学物理学が物理学に特徴的な原理や理論の研究へ焦点を絞った学問であるのに対し、物理化学は化学の物理的な本質を研究する学問である。とはいえ、2つの分野での区別はあいまいであり、この分野の研究者も研究の過程においてしばしば両分野を股にかけた仕事を行っている。

## 研究内容
化学物理学者は一般的に、イオン、フリーラジカル、ポリマー、クラスター、分子などの構造や動力学の研究を行う。この学問領域には、化学反応における量子力学的挙動、溶媒和の過程、分子間および分子内エネルギーの流動、量子ドットのような単一体などの研究が含まれている。
実験化学物理学者は、水素結合、電子移動、化学結合の形成と切断、化学反応、ナノ粒子の構造などをより深く研究するためにさまざまな分光学的技術を利用する。理論化学物理学者は、実験化学物理学者が行った実験の結果説明と、結果から得られた知見を今後の研究の指針とするために、分子反応過程のシミュレーションを作成して研究を行う。
化学物理学研究の目標には、量子力学レベルでの化学構造や化学反応の理解、イオンやラジカルの気相状態における構造や反応性の解明、より正確な近似法の発見（化学現象を物理学で扱う際に計算を行いやすくするため）、等が含まれる。

### 化学物理学者の研究内容の例
- 単分子の回転と振動の量子力学的予測を実験的に検証できるか？
- 分子の特質と電子構造を計算するためのより正確な方法を開発できるか？
- 第一原理から化学反応を理解できるか？
- 光子を吸収すると量子ドットは何故（フラクタル力学を示唆するパターンで）瞬き始めるのか？
- 化学反応は実際にはどのように行われるのか？
- 孤立分子が溶媒和すると生じる段階的な過程は何であるか？
- 陰イオンの特性を、分子構造を決定、化学反応時の力学の理解、光解離についての解釈、に対して利用できるのか？
- 軟X線がキセノンクラスタ中の原子が持つ電子を奪い取ることでクラスタの爆発が引き起こされるのは何故か？

## 関連分野
- 物理化学
- 分子力学
- 量子化学
- 固体物理学
- 分光学
- 分子間力
- 界面化学
- ファンデルワールス錯体